# Muskegon Lumberjacks (2010–)
Muskegon Lumberjacks är ett amerikanskt juniorishockeylag som spelar i United States Hockey League (USHL) sedan de grundades 2010, det har dock varit fler upplagor av Muskegon Lumberjacks som har spelat i andra ishockeyligor. De spelar sina hemmamatcher i inomhusarenan L.C. Walker Arena, som har en publikkapacitet på 5 000 åskådare vid ishockeyarrangemang, i Muskegon i Michigan. Lumberjacks har inte vunnit någon av Anderson Cup, som delas ut till det lag som vinner USHL:s grundserie och Clark Cup, som delas ut till det lag som vinner USHL:s slutspel.
De har fostrat spelare som Rasmus Bengtsson, Ryan Lomberg, Jaycob Megna, Griffen Molino, Nick Seeler, C.J. Smith, Andrej Svetjnikov, Christian Wolanin och Brendan Woods.